# Tephrosia brachyodon
Tephrosia brachyodon là một loài thực vật có hoa trong họ Đậu. Loài này được Domin miêu tả khoa học đầu tiên.